# Élections cantonales de 1892 en Ille-et-Vilaine
Les élections cantonales françaises de 1892 se sont déroulées les 31 juillet et 7 août 1892.

## Assemblée départementale sortante
| Parti                                         | Sigle   | Élus |
| --------------------------------------------- | ------- | ---- |
| Monarchistes (22 sièges)                      |         |      |
| Monarchiste                                   | Légit.  | 19   |
| Bonapartiste                                  | Bonap.  | 3    |
| Républicains (21 sièges)                      |         |      |
| Opportuniste                                  | Prog.   | 15   |
| Radical                                       | Rad.    | 3    |
| Républicain libéral                           | Rép.lib | 3    |
| Président du conseil général                  |         |      |
| Waldeck le Moyne de la Borderie (Monarchiste) |         |      |

## Assemblée départementale élue
| Parti                                   | Sigle   | Élus  |
| --------------------------------------- | ------- | ----- |
| Républicains (24 sièges)                |         |       |
| Opportuniste                            | Prog.   | 19 ↑4 |
| Radical                                 | Rad.    | 3 =   |
| Républicain libéral                     | Rép.lib | 2 ↓1  |
| Monarchistes (19 sièges)                |         |       |
| Monarchiste                             | Légit.  | 16 ↓3 |
| Bonapartiste                            | Bonap.  | 3 =   |
| Président du conseil général            |         |       |
| Théophile Roger-Marvaise (Opportuniste) |         |       |

## Résultats pour le conseil général

### Arrondissement de Rennes

#### Canton de Rennes-Nord-Ouest
Louis Martin (Opport.), élu depuis 1886 est mort en début d'année 1892. 
Lors de l'élection partielle organisée le 22 février 1892 pour le remplacer, Louis Luneau (Répub.lib) est élu.
Frédéric Sacher est candidat pour le conseil d'arrondissement.
| Candidats | Candidats        | Étiquette    | Premier tour | Premier tour | Ballotage | Ballotage |
| Candidats | Candidats        | Étiquette    | Voix         | %            | Voix      | %         |
| --------- | ---------------- | ------------ | ------------ | ------------ | --------- | --------- |
|           | Eugène Pinault   | Opportuniste | 983          | 32.70        | 1 393     | 88.39     |
|           | Auguste Lajat    | Radical      | 681          | 22.66        |           |           |
|           | Édouard Beaufils | Monarchiste  | 621          | 20.66        |           |           |
|           | Louis Luneau *   | Rép.libéral  | 501          | 16.67        |           |           |
|           | Frédéric Sacher  | Opportuniste | 152          | 5.06         |           |           |
|           |                  |              |              |              |           |           |
| Inscrits  | Inscrits         | Inscrits     | 5 224        |              | 5 224     |           |
| Votants   | Votants          | Votants      | 3 028        | 57.96        | 1 576     | 30.17     |
| Exprimés  | Exprimés         | Exprimés     | 3 006        | 99.27        | 1 505     | 95.50     |

*sortant

#### Canton de Rennes-Sud-Ouest
|          | Jean-Marie Maugère *           | Radical     | 1 868 | 52.31 |  |  |
|          | Auguste de la Motte du Portail | Monarchiste | 1 666 | 46.65 |  |  |
|          |                                |             |       |       |  |  |
| Inscrits | Inscrits                       | Inscrits    | 5 173 |       |  |  |
| Votants  | Votants                        | Votants     | 3 581 | 69.23 |  |  |
| Exprimés | Exprimés                       | Exprimés    | 3 571 | 99.72 |  |  |

*sortant

#### Canton de Hédé
Édouard Malot (Opport.) élu depuis 1867 est mort en 1887. Jules Binard (Opport.) est élu lors de la partielle qui suit.
|          | Jules Binard * | Opportuniste | 1 938 | 96.51 |  |  |
|          |                |              |       |       |  |  |
| Inscrits | Inscrits       | Inscrits     | 2 954 |       |  |  |
| Votants  | Votants        | Votants      | 2 008 | 67.98 |  |  |
| Exprimés | Exprimés       | Exprimés     | 1 999 | 99.55 |  |  |

*sortant

#### Canton de Liffré
|          | Eugène Gréset *    | Opportuniste | 1 852 | 97.01  |  |  |
|          | Jean-Marie Ménager | Opportuniste | 1 031 | 44.38  |  |  |
|          |                    |              |       |        |  |  |
| Inscrits | Inscrits           | Inscrits     | 2 797 |        |  |  |
| Votants  | Votants            | Votants      | 2 323 | 83.05  |  |  |
| Exprimés | Exprimés           | Exprimés     | 2 323 | 100.00 |  |  |

*sortant

#### Canton de Saint-Aubin-d'Aubigné
|          | Émile Beillard * | Opportuniste | 2 900 | 97.78 |  |  |
|          |                  |              |       |       |  |  |
| Inscrits | Inscrits         | Inscrits     | 4 424 |       |  |  |
| Votants  | Votants          | Votants      | 2 966 | 67.04 |  |  |
| Exprimés | Exprimés         | Exprimés     | 2 923 | 98.55 |  |  |

*sortant

### Arrondissement de Saint-Malo

#### Canton de Cancale
|          | Ernest Herclat    | Opportuniste | 1 694 | 60.76 |  |  |
|          | Henry Le Joliff * | Monarchiste  | 1 094 | 39.24 |  |  |
|          |                   |              |       |       |  |  |
| Inscrits | Inscrits          | Inscrits     | 4 285 |       |  |  |
| Votants  | Votants           | Votants      | 2 797 | 65.27 |  |  |
| Exprimés | Exprimés          | Exprimés     | 2 788 | 99.68 |  |  |

*sortant

#### Canton de Combourg
|          | Alphonse Hervoches * | Opportuniste | 2 418 | 93.69 |  |  |
|          |                      |              |       |       |  |  |
| Inscrits | Inscrits             | Inscrits     | 4 606 |       |  |  |
| Votants  | Votants              | Votants      | 2 581 | 56.04 |  |  |
| Exprimés | Exprimés             | Exprimés     | 2 494 | 96.63 |  |  |

*sortant

#### Canton de Pleine-Fougères
|          | François Brune * | Rép.libéral | 2 438 | 92.88 |  |  |
|          |                  |             |       |       |  |  |
| Inscrits | Inscrits         | Inscrits    | 4 171 |       |  |  |
| Votants  | Votants          | Votants     | 2 625 | 62.94 |  |  |
| Exprimés | Exprimés         | Exprimés    | 2 495 | 95.05 |  |  |

*sortant

#### Canton de Saint-Servan
|          | François Lenormand * | Opportuniste | 1 261 | 91.91 |  |  |
|          |                      |              |       |       |  |  |
| Inscrits | Inscrits             | Inscrits     | 3 446 |       |  |  |
| Votants  | Votants              | Votants      | 1 525 | 44.25 |  |  |
| Exprimés | Exprimés             | Exprimés     | 1 372 | 89.97 |  |  |

*sortant

### Arrondissement de Fougères

#### Canton de Fougères-Sud
|          | Honoré Bertin * | Monarchiste  | 1 514 | 57.55 |  |  |
|          | Alfred Bazillon | Opportuniste | 1 113 | 42.30 |  |  |
|          |                 |              |       |       |  |  |
| Inscrits | Inscrits        | Inscrits     | 3 961 |       |  |  |
| Votants  | Votants         | Votants      | 2 702 | 68.22 |  |  |
| Exprimés | Exprimés        | Exprimés     | 2 631 | 97.37 |  |  |

*sortant

#### Canton de Louvigné-du-Désert
|          | Ferdinand Baston de La Riboisière * | Rép.libéral | 2 584 | 95.67 |  |  |
|          |                                     |             |       |       |  |  |
| Inscrits | Inscrits                            | Inscrits    | 3 411 |       |  |  |
| Votants  | Votants                             | Votants     | 2 701 | 79.19 |  |  |
| Exprimés | Exprimés                            | Exprimés    | 2 602 | 96.34 |  |  |

*sortant

#### Canton de Saint-Brice-en-Coglès
Théophile Roger-Marvaise est élu Président du Conseil général, à la suite du retour à une majorité Républicaine.
|          | Théophile Roger-Marvaise * | Opportuniste | 2 404 | 93.18 |  |  |
|          |                            |              |       |       |  |  |
| Inscrits | Inscrits                   | Inscrits     | 3 811 |       |  |  |
| Votants  | Votants                    | Votants      | 2 580 | 67.70 |  |  |
| Exprimés | Exprimés                   | Exprimés     | 2 404 | 93.18 |  |  |

*sortant

### Arrondissement de Vitré

#### Canton de Vitré-Ouest
|          | Waldeck Lemoyne de La Borderie * | Monarchiste | 2 216 | 96.68 |  |  |
|          |                                  |             |       |       |  |  |
| Inscrits | Inscrits                         | Inscrits    | 3 225 |       |  |  |
| Votants  | Votants                          | Votants     | 2 292 | 71.07 |  |  |
| Exprimés | Exprimés                         | Exprimés    | 2 242 | 97.82 |  |  |

*sortant

#### Canton de Châteaubourg
|          | Pierre Delaunay | Opportuniste | 819   | 50.09 |  |  |
|          | Paul du Bourg * | Monarchiste  | 810   | 49.54 |  |  |
|          |                 |              |       |       |  |  |
| Inscrits | Inscrits        | Inscrits     | 1 927 |       |  |  |
| Votants  | Votants         | Votants      | 1 651 | 85.68 |  |  |
| Exprimés | Exprimés        | Exprimés     | 1 635 | 99.03 |  |  |

*sortant

#### Canton de Retiers
|          | Jules Roulleaux * | Opportuniste | 2 385 | 96.17 |  |  |
|          |                   |              |       |       |  |  |
| Inscrits | Inscrits          | Inscrits     | 4 274 |       |  |  |
| Votants  | Votants           | Votants      | 2 480 | 58.03 |  |  |
| Exprimés | Exprimés          | Exprimés     | 2 462 | 99.27 |  |  |

*sortant

### Arrondissement de Redon

#### Canton de Bain-de-Bretagne
|          | Henri Guérin (fils) * | Opportuniste | 2 765 | 96.88 |  |  |
|          |                       |              |       |       |  |  |
| Inscrits | Inscrits              | Inscrits     | 4 784 |       |  |  |
| Votants  | Votants               | Votants      | 2 854 | 59.66 |  |  |
| Exprimés | Exprimés              | Exprimés     | 2 839 | 99.47 |  |  |

*sortant

#### Canton de Grand-Fougeray
Charles Billot (Monarchiste) élu depuis 1880 ne se représente pas.
|          | Émile Récipon     | Opportuniste    | 1 048 | 54.90 |  |  |
|          | Jean-Marie Chupin | Monarchiste (*) | 861   | 45.10 |  |  |
|          |                   |                 |       |       |  |  |
| Inscrits | Inscrits          | Inscrits        | 2 153 |       |  |  |
| Votants  | Votants           | Votants         | 1 920 | 89.18 |  |  |
| Exprimés | Exprimés          | Exprimés        | 1 909 | 99.43 |  |  |

*sortant

#### Canton du Sel-de-Bretagne
|          | René Brice * | Opportuniste | 1 194 | 92.63 |  |  |
|          |              |              |       |       |  |  |
| Inscrits | Inscrits     | Inscrits     | 1 829 |       |  |  |
| Votants  | Votants      | Votants      | 1 289 | 70.48 |  |  |
| Exprimés | Exprimés     | Exprimés     | 1 263 | 97.98 |  |  |

*sortant

#### Canton de Pipriac
Célestin Bellet n'était pas candidat.
|          | Alphonse de Callac * | Monarchiste  | 2 160 | 76.90 |  |  |
|          | Célestin Bellet      | Opportuniste | 620   | 22.07 |  |  |
|          |                      |              |       |       |  |  |
| Inscrits | Inscrits             | Inscrits     | 4 377 |       |  |  |
| Votants  | Votants              | Votants      | 2 815 | 64.31 |  |  |
| Exprimés | Exprimés             | Exprimés     | 2 809 | 99.79 |  |  |

*sortant

### Arrondissement de Montfort

#### Canton de Bécherel
Eugène Pinault (Rép.libéral) élu depuis 1885 ne se représente pas. 
Jean Pinault est son fils ainé.
|          | Alexandre Jehanin | Opportuniste    | 1 205 | 52.41 |  |  |
|          | Jean Pinault      | Rép.libéral (*) | 583   | 25.36 |  |  |
|          | Auguste Millet    | Monarchiste     | 497   | 21.62 |  |  |
|          |                   |                 |       |       |  |  |
| Inscrits | Inscrits          | Inscrits        | 2 784 |       |  |  |
| Votants  | Votants           | Votants         | 2 304 | 82.76 |  |  |
| Exprimés | Exprimés          | Exprimés        | 2 299 | 99.78 |  |  |

*sortant

#### Canton de Plélan-le-Grand
|          | François Aubry * | Monarchiste  | 1 682 | 67.44 |  |  |
|          | Léopold Barré    | Opportuniste | 793   | 31.80 |  |  |
|          |                  |              |       |       |  |  |
| Inscrits | Inscrits         | Inscrits     | 3 727 |       |  |  |
| Votants  | Votants          | Votants      | 2 503 | 67.16 |  |  |
| Exprimés | Exprimés         | Exprimés     | 2 494 | 99.64 |  |  |

*sortant

## Résultats pour les conseils d'arrondissements

### Arrondissement de Rennes

#### Canton de Rennes-Nord-Ouest
- Conseiller sortant : Louis Luneau (Boulangiste), en poste depuis 1889, est élu conseiller général en 1892. Son remplacement est organisé en même temps que le présent renouvellement.

- Eugène Pinault, Édouard Beaufils, Louis Luneau et Auguste Lajat sont candidats pour le Conseil Général.

|          | Frédéric Sacher  | Opportuniste        | 1 816 | 71,78 |  |  |  |
|          | Eugène Pinault   | Républicain libéral |       |       |  |  |  |
|          | Édouard Beaufils | Monarchiste         |       |       |  |  |  |
|          | Louis Luneau     | ex Boulangiste      |       |       |  |  |  |
|          | Auguste Lajat    | Gauche radicale     |       |       |  |  |  |
|          |                  |                     |       |       |  |  |  |
| Inscrits | Inscrits         | Inscrits            | 5 224 |       |  |  |  |
| Votants  | Votants          | Votants             | 2 530 | 48,43 |  |  |  |
| Exprimés | Exprimés         | Exprimés            | 2 421 | 95,69 |  |  |  |

*sortant

#### Canton de Rennes-Nord-Est
- Conseiller sortant : François Maugé (Opportuniste), élu depuis 1886.

|          | François Maugé * | Opportuniste | 2 118 | 78,59 |  |  |  |
|          |                  |              |       |       |  |  |  |
| Inscrits | Inscrits         | Inscrits     | 5 439 |       |  |  |  |
| Votants  | Votants          | Votants      | 2 695 | 49,55 |  |  |  |
| Exprimés | Exprimés         | Exprimés     | 2 629 | 97,55 |  |  |  |

*sortant

#### Canton de Rennes-Sud-Est
- Conseiller sortant : Louis Bilard (Opportuniste), élu depuis 1886, se représente pas.

|          | François Vieille | Opportuniste | 1 790 | 84,83 |  |  |  |
|          |                  |              |       |       |  |  |  |
| Inscrits | Inscrits         | Inscrits     | 5 141 |       |  |  |  |
| Votants  | Votants          | Votants      | 2 110 | 41,04 |  |  |  |
| Exprimés | Exprimés         | Exprimés     | 2 025 | 95,97 |  |  |  |

*sortant

#### Canton de Châteaugiron
- Conseiller sortant : Léon Launay (Union républicaine), élu depuis 1871 ne se représente pas.

|          | Pierre Gaudiche | Opportuniste | 1 297 | 90,20 |  |  |  |
|          |                 |              |       |       |  |  |  |
| Inscrits | Inscrits        | Inscrits     | 2 536 |       |  |  |  |
| Votants  | Votants         | Votants      | 1 464 | 57,73 |  |  |  |
| Exprimés | Exprimés        | Exprimés     | 1 438 | 98,22 |  |  |  |

*sortant

#### Canton de Janzé
- Conseiller sortant : Désiré Arondel (Monarchiste), élu depuis 1875.

|          | Désiré Arondel * | Monarchiste | 2 065 | 92,35 |  |  |  |
|          |                  |             |       |       |  |  |  |
| Inscrits | Inscrits         | Inscrits    | 3 465 |       |  |  |  |
| Votants  | Votants          | Votants     | 2 236 | 63,53 |  |  |  |
| Exprimés | Exprimés         | Exprimés    | 2 154 | 96,33 |  |  |  |

*sortant

#### Canton de Mordelles
- Conseiller sortant : Albert de Freslon (Monarchiste), élu depuis 1884.

|          | Albert de Freslon * | Monarchiste | 1 075 | 94,97 |  |  |  |
|          |                     |             |       |       |  |  |  |
| Inscrits | Inscrits            | Inscrits    | 1 963 |       |  |  |  |
| Votants  | Votants             | Votants     | 1 132 | 57,67 |  |  |  |
| Exprimés | Exprimés            | Exprimés    | 1 108 | 97,88 |  |  |  |

*sortant

### Arrondissement de Saint-Malo

#### Canton de Saint-Malo
- Conseiller sortant : Émile Peynaud (Monarchiste), élu depuis 1883.

- Charles Thomazeau (Opportuniste), élu depuis 1886 décède en 1891. Lors de la partielle du 24 mai 1891, Émile Peynaud (Monarchiste) est élu.

|          | Louis Miriel    | Opportuniste | 1 141 | 50,46 |  |  |  |
|          | Émile Peynaud * | Monarchiste  | 1 112 | 49,18 |  |  |  |
|          |                 |              |       |       |  |  |  |
| Inscrits | Inscrits        | Inscrits     | 3 306 |       |  |  |  |
| Votants  | Votants         | Votants      | 2 275 | 68,81 |  |  |  |
| Exprimés | Exprimés        | Exprimés     | 2 261 | 99,39 |  |  |  |

*sortant

#### Canton de Châteauneuf-d'Ille-et-Vilaine
- Conseiller sortant : Julien Galène (Opportuniste), élu depuis 1887.

- Gustave Gouyon de Beaufort (Monarchiste) élu depuis 1871 a vu son élection de 1886 annulée. Lors de la nouvelle élection organisée le 23 janvier 1887, Julien Galène (Opportuniste) est élu.

|          | Julien Galène * | Opportuniste | 1 143 | 57,64 |  |  |  |
|          | Étienne Brûlé   | Monarchiste  | 837   | 42,21 |  |  |  |
|          |                 |              |       |       |  |  |  |
| Inscrits | Inscrits        | Inscrits     | 3 218 |       |  |  |  |
| Votants  | Votants         | Votants      | 1 995 | 62,00 |  |  |  |
| Exprimés | Exprimés        | Exprimés     | 1 983 | 99,40 |  |  |  |

*sortant

#### Canton de Dinard-Saint-Énogat
- Conseiller sortant : Gaston de Sonis (Monarchiste), élu depuis 1889 ne se représente pas.

- Julien Merdrignac (Opportuniste) élu en 1886 meurt le 20 aout 1888. Une partielle est organisée le 14 octobre 1888, Maurice de Villebresme (Monarchiste).

- Maurice de Villebresme (Monarchiste) est élu conseiller général lors du renouvellement de 1889. Lors de la partielle du 13 octobre 1889, Gaston de Sonis (Monarchiste) est élu.

|          | Noël Chollet    | Opportuniste | 1 285 | 74,32 |  |  |  |
|          | François Collet | Monarchiste  | 418   | 24,18 |  |  |  |
|          |                 |              |       |       |  |  |  |
| Inscrits | Inscrits        | Inscrits     | 3 451 |       |  |  |  |
| Votants  | Votants         | Votants      | 1 748 | 50,65 |  |  |  |
| Exprimés | Exprimés        | Exprimés     | 1 729 | 98,91 |  |  |  |

*sortant

#### Canton de Dol-de-Bretagne
- Conseiller sortant : Alexandre Lamotte (Opportuniste), élu depuis 1891.

- Pierre Flaux (Opportuniste) élu depuis 1878 est élu conseiller général en 1891. Lors de la partielle du 19 juillet 1891 Alexandre Lamotte (Opportuniste) est élu.

|          | Alexandre Lamotte * | Opportuniste | 2 148 | 95,77 |  |  |  |
|          |                     |              |       |       |  |  |  |
| Inscrits | Inscrits            | Inscrits     | 4 434 |       |  |  |  |
| Votants  | Votants             | Votants      | 2 243 | 50,59 |  |  |  |
| Exprimés | Exprimés            | Exprimés     | 2 179 | 97,15 |  |  |  |

*sortant

#### Canton de Pleine-Fougères
- Conseiller sortant : Henri Richard (Opportuniste), élu depuis 1886 démissionne ou décède en 1892. Son remplacement est organisé en même temps que ce renouvellement.

|          | Jean Leroy | Opportuniste | 2 264 | 90,20 |  |  |  |
|          |            |              |       |       |  |  |  |
| Inscrits | Inscrits   | Inscrits     | 4 171 |       |  |  |  |
| Votants  | Votants    | Votants      | 2 510 | 68,42 |  |  |  |
| Exprimés | Exprimés   | Exprimés     | 2 366 | 94,26 |  |  |  |

*sortant

#### Canton de Tinténiac
- Conseiller sortant : Alexandre Robiou (Monarchiste), élu depuis 1871 ne se représente pas.

|          | Joseph Durand            | Opportuniste | 1 324 | 54,49 |  |  |  |
|          | Frédéric Bignon de Léhen | Monarchiste  | 1 106 | 45,51 |  |  |  |
|          |                          |              |       |       |  |  |  |
| Inscrits | Inscrits                 | Inscrits     | 3 074 |       |  |  |  |
| Votants  | Votants                  | Votants      | 2 449 | 79,67 |  |  |  |
| Exprimés | Exprimés                 | Exprimés     | 2 430 | 99,22 |  |  |  |

*sortant

### Arrondissement de Fougères
- Il doit y avoir au moins neuf conseillers par arrondissement, celui de Fougères ne comptant que six cantons, trois sièges sont ajoutés aux cantons les plus peuplés.

#### Canton de Fougères-Nord
- Conseillers sortants : Arthur Lecler (Monarchiste), élu depuis 1871 et Georges Le Pannetier de Roissay (Monarchiste), élu depuis 1886.

|          | Arthur Leclerc *                  | Monarchiste | 2 475 | 90,00 |  |  |  |
|          | Georges Le Pannetier de Roissay * | Monarchiste | 2 427 | 88,26 |  |  |  |
|          |                                   |             |       |       |  |  |  |
| Inscrits | Inscrits                          | Inscrits    | 4 823 |       |  |  |  |
| Votants  | Votants                           | Votants     | 2 750 | 57,02 |  |  |  |
| Exprimés | Exprimés                          | Exprimés    | 2 637 | 95,89 |  |  |  |

*sortant

#### Canton d'Antrain
- Conseillers sortants : René Delafosse (Monarchiste) et François Le Pennetier (Monarchiste), élus depuis 1886.

|          | Eugène Gautier          | Opportuniste | 1 957 | 56,40 |  |  |  |
|          | Émile Ferron            | Opportuniste | 1 792 | 51,64 |  |  |  |
|          | René Delafosse *        | Monarchiste  | 1 654 | 47,67 |  |  |  |
|          | François Le Pennetier * | Monarchiste  | 1 475 | 42,51 |  |  |  |
|          |                         |              |       |       |  |  |  |
| Inscrits | Inscrits                | Inscrits     | 4 408 |       |  |  |  |
| Votants  | Votants                 | Votants      | 3 477 | 78,88 |  |  |  |
| Exprimés | Exprimés                | Exprimés     | 3 470 | 99,80 |  |  |  |

*sortant

#### Canton de Saint-Aubin-du-Cormier
- Conseiller sortant : Christophe Guyot (Opportuniste), élu depuis 1888.

- Jean Denis (?), élu depuis 1886 décède le 21 avril 1888. Lors de la partielle organisée le 17 juin 1888, Christophe Guyot (Opportuniste) est élu.

|          | Christophe Guyot * | Opportuniste | 1 589 | 95,44 |  |  |  |
|          |                    |              |       |       |  |  |  |
| Inscrits | Inscrits           | Inscrits     | 2 781 |       |  |  |  |
| Votants  | Votants            | Votants      | 1 665 | 59,87 |  |  |  |
| Exprimés | Exprimés           | Exprimés     | 1 627 | 97,72 |  |  |  |

*sortant

### Arrondissement de Vitré
- Il doit y avoir au moins neuf conseillers par arrondissement, celui de Vitré ne comptant que six cantons, trois sièges sont ajoutés aux cantons les plus peuplés.

#### Canton de Vitré-Est
- Conseillers sortants : Anatole de Berthois (Orléaniste), élu depuis 1871 et Jean-Marie Rubin (Monarchiste), élus depuis 1887.

- A. de Lantivy (Monarchiste) élu depuis 1878 décède le 20 octobre 1886. Lors de la partielle organisée pour le remplacer le 23 janvier 1887 Jean-Marie Rubin (Monarchiste) est élu.

|          | Jean-Marie Rubin *    | Monarchiste                 | 2 005 | 92,78 |  |  |  |
|          | Anatole de Berthois * | Monarchiste (ex Orléaniste) | 1 999 | 92,50 |  |  |  |
|          |                       |                             |       |       |  |  |  |
| Inscrits | Inscrits              | Inscrits                    | 3 441 |       |  |  |  |
| Votants  | Votants               | Votants                     | 2 161 | 62,80 |  |  |  |
| Exprimés | Exprimés              | Exprimés                    | 2 099 | 97,13 |  |  |  |

*sortant

#### Canton d'Argentré-du-Plessis
- Conseiller sortant : Alphonse Lambron (Monarchiste), élu depuis 1891.

- Victor Vallet-Laflèche (Monarchiste) élu depuis 1878 décède en 1891. Le 16 aout 1891 lors de la partielle pour le remplacer Alphonse Lambron (Monarchiste) est élu.

|          | Alphonse Lambron * | Monarchiste | 2 267 | 99,34 |  |  |  |
|          |                    |             |       |       |  |  |  |
| Inscrits | Inscrits           | Inscrits    | 3 186 |       |  |  |  |
| Votants  | Votants            | Votants     | 2 282 | 71,63 |  |  |  |
| Exprimés | Exprimés           | Exprimés    | 2 272 | 99,56 |  |  |  |

*sortant

#### Canton de la Guerche-de-Bretagne
- Conseillers sortants : Émile Hévin (Monarchiste), élu depuis 1874 et François Heinry (Monarchiste), élu depuis 1881.

|          | Émile Hévin *     | Monarchiste | 2 459 | 95,02 |  |  |  |
|          | François Heinry * | Monarchiste | 2 391 | 92,39 |  |  |  |
|          |                   |             |       |       |  |  |  |
| Inscrits | Inscrits          | Inscrits    | 3 986 |       |  |  |  |
| Votants  | Votants           | Votants     | 2 588 | 64,93 |  |  |  |
| Exprimés | Exprimés          | Exprimés    | 2 527 | 97,64 |  |  |  |

*sortant

### Arrondissement de Redon
- Il doit y avoir au moins neuf conseillers par arrondissement, celui de Redon ne comptant que sept cantons, deux sièges sont ajoutés à chacun des cantons les plus peuplés.

#### Canton de Redon
- Conseillers sortants : Jean Garnier (Monarchiste) et François Lagrée (Monarchiste), élus depuis 1886.

|          | François Lagrée * | Monarchiste  | 1 884 | 54,53 |  |  |  |
|          | Jean Garnier *    | Monarchiste  | 1 867 | 54,04 |  |  |  |
|          | Joseph Macé       | Opportuniste | 1 560 | 45,15 |  |  |  |
|          | Auguste Roche     | Opportuniste | 1 526 | 44,17 |  |  |  |
|          |                   |              |       |       |  |  |  |
| Inscrits | Inscrits          | Inscrits     | 4 874 |       |  |  |  |
| Votants  | Votants           | Votants      | 3 457 | 70,93 |  |  |  |
| Exprimés | Exprimés          | Exprimés     | 3 455 | 99,94 |  |  |  |

*sortant

#### Canton de Guichen
- Conseiller sortant : Joseph Boutin (Opportuniste), élu depuis 1871.

|          | Joseph Boutin * | Opportuniste | 2 456 | 98,28 |  |  |  |
|          |                 |              |       |       |  |  |  |
| Inscrits | Inscrits        | Inscrits     | 4 289 |       |  |  |  |
| Votants  | Votants         | Votants      | 2 499 | 58,27 |  |  |  |
| Exprimés | Exprimés        | Exprimés     | 2 486 | 99,48 |  |  |  |

*sortant

#### Canton de Maure-de-Bretagne
- Conseiller sortant : François Barbotin (Monarchiste), élu depuis 1871.

|          | François Barbotin * | Monarchiste | 1 626 | 93,45 |  |  |  |
|          |                     |             |       |       |  |  |  |
| Inscrits | Inscrits            | Inscrits    | 2 892 |       |  |  |  |
| Votants  | Votants             | Votants     | 1 740 | 60,17 |  |  |  |
| Exprimés | Exprimés            | Exprimés    | 1 679 | 96,49 |  |  |  |

*sortant

### Arrondissement de Montfort
- Il doit y avoir au moins neuf conseillers par arrondissement, celui de Montfort ne comptant que cinq cantons, quatre sièges sont ajoutés aux quatre cantons les plus peuplés.

#### Canton de Montfort-sur-Meu
- Conseillers sortants : Albert Cottin (Monarchiste), élu depuis 1883 et Armand Porteu de la Morandière (Monarchiste), élu depuis 1888.

- Georges de Cintré (Monarchiste) élu depuis 1885 est décédé le 19 juillet 1888. Une partielle est organisée pour le remplacer le 9 décembre 1888, elle est remportée par Armand Porteu de la Morandière (Monarchiste).

|          | Albert Cottin *                  | Monarchiste  | 2 110 | 87,33 |  |  |  |
|          | Armand Porteu de la Morandière * | Monarchiste  | 1 940 | 80,30 |  |  |  |
|          | Louis Simonneaux                 | Opportuniste | 47    | 2,02  |  |  |  |
|          |                                  |              |       |       |  |  |  |
| Inscrits | Inscrits                         | Inscrits     | 3 878 |       |  |  |  |
| Votants  | Votants                          | Votants      | 2 416 | 62,30 |  |  |  |
| Exprimés | Exprimés                         | Exprimés     | 2 325 | 96,23 |  |  |  |

*sortant

#### Canton de Bécherel
- Conseillers sortants : Ludovic de La Forest (Monarchiste), élu depuis 1871 et Alexandre Jéhannin (Opportuniste) démissionnaire, élu depuis 1889.

- André Lebon (Monarchiste) élu depuis 1871 décède le 28 juillet 1889. Lors de la partielle pour le remplacer organisée le 1er décembre 1889, Alexandre Jéhannin (Opportuniste) est élu.

- Alexandre Jéhannin démissionne pour se présenter au Conseil général (voir plus haut). La partielle pour le remplacer se tient en même temps que ce renouvellement.

|          | Pierre Lemoine | Opportuniste | 1 784 | 95,55 |  |  |  |
|          |                |              |       |       |  |  |  |
| Inscrits | Inscrits       | Inscrits     | 2 778 |       |  |  |  |
| Votants  | Votants        | Votants      | 1 867 | 67,21 |  |  |  |
| Exprimés | Exprimés       | Exprimés     | 1 822 | 97,59 |  |  |  |

*sortant

#### Canton de Montauban-de-Bretagne
- Conseiller sortant : François Rosselin (Monarchiste), élu depuis 1886.

|          | François Rosselin * | Monarchiste | 1 556 | 85,21 |  |  |  |
|          |                     |             |       |       |  |  |  |
| Inscrits | Inscrits            | Inscrits    | 2 548 |       |  |  |  |
| Votants  | Votants             | Votants     | 1 826 | 71,66 |  |  |  |
| Exprimés | Exprimés            | Exprimés    | 1 717 | 94,03 |  |  |  |

*sortant

#### Canton de Saint-Méen-le-Grand
- Conseillers sortants : Jean-Baptiste Pirault (Monarchiste) et Aimé Robert (Monarchiste) qui ne se représente pas, élus depuis 1886 .

|          | Léonard Drouet de Montgermont (fils) | Monarchiste | 1 924 | 86,71 |  |  |  |
|          | Jean-Baptiste Pirault *              | Monarchiste | 1 765 | 79,54 |  |  |  |
|          |                                      |             |       |       |  |  |  |
| Inscrits | Inscrits                             | Inscrits    | 3 251 |       |  |  |  |
| Votants  | Votants                              | Votants     | 2 219 | 68,26 |  |  |  |
| Exprimés | Exprimés                             | Exprimés    | 2 125 | 95,76 |  |  |  |

*sortant